# Грег Грънбърг
Грегъри Филип „Грег“ Грънбърг (на английски: Gregory Phillip „Greg“ Grunberg; роден на 11 юли 1966 г.) е американски телевизионен и филмов актьор. По-известните му роли включват тези на Шон Блумбърг във „Фелисити“ (1998 – 2002), Ерик Уайс в „Наричана още“ (2001 – 2006) и Мат Паркман в „Герои“ (2006 – 2010).

## Личен живот
През 1992 г. Грънбърг се жени за Елизабет Доун Уършоу. Двамата имат три деца – Джейк, Бен и Сам.

## Избрана филмография
| Филм                                                    | Година      |
| ------------------------------------------------------- | ----------- |
| „Чуждо погребение“                                      | 1996        |
| „Идеалният образ“                                       | 1997        |
| „Без чувства“                                           | 1998        |
| „Фелисити“                                              | 1998 – 2002 |
| „Музата“                                                | 1999        |
| „Човек без сянка“                                       | 2000        |
| „Наричана още“                                          | 2001 – 2006 |
| „Остин Пауърс в Златния член“                           | 2002        |
| „Страшилището на Малибу“                                | 2003        |
| „Убийците на старата дама“                              | 2004        |
| „Мисията невъзможна 3“                                  | 2006        |
| „Герои“                                                 | 2006 – 2010 |
| „Стар Трек“                                             | 2009        |
| „Убийствена скорост“                                    | 2010        |
| „Супер 8“                                               | 2011        |
| „Краят на света“                                        | 2013        |
| „Да убием жената на Уорд“                               | 2014        |
| „Междузвездни войни: Епизод VII – Силата се пробужда“   | 2015        |
| „Стар Трек: Отвъд“                                      | 2016        |
| „Роди се звезда“                                        | 2018        |
| „Междузвездни войни: Епизод IX – Възходът на Скайуокър“ | 2019        |
| „Семейство Фейбълман“                                   | 2022        |